# Macbeth (альбом)
Macbeth (с англ. — «Макбет») — шестой студийный альбом индастриал-группы Laibach, вышедший в 1990 году.
Macbeth — индастриал-обработка саундтрека к одноимённой пьесе Шекспира. Музыка была написана в 1987 году к постановке «Макбет» в Гамбурге. Laibach принимали активное участие в записи оригинального саундтрека.

## Список композиций
1. «Preludium»
2. «Agnus Dei (Acropolis)»
3. «Wutach Schlucht»
4. «Die Zeit»
5. «Ohne Geld»
6. «U.S.A.»
7. «10.5.1941»
8. «Expectans Expectavos»
9. «Coincidentia Oppositorum»
10. «Wolfis»
11. «Agnus Dei (Exil und Tod)»